# Sicherheitsglas
Sicherheitsglas, auch Sekuritglas genannt, bezeichnet Glasscheiben, die besondere Sicherheitsmerkmale besitzen. 
Sicherheitsglas kann bestehen aus:
1. Einscheiben-Sicherheitsglas, kurz ESG:
Die Vorspannung entsteht hier in Floatglas durch besonders intensives Kühlen des rot glühenden Glases mittels beidseitig blasender Luftdüsen während des Abkühlens auf Raumtemperatur. ESG zerbricht bei mechanischer Beeinflussung in sehr viele sehr kleine Scherben, die das Verletzungsrisiko minimieren. Verwendung erfolgt z. B. in Bushaltestellen und auch bei Fensterscheiben von Bussen. ESG-Scheiben erhalten immer einen Stempel in einer Ecke, um die ESG-Eigenschaften kenntlich zu machen und Verwechslungen mit normalem Floatglas zu vermeiden.
2. Verbund-Sicherheitsglas, kurz VSG:
Bestehend aus zwei oder mehreren miteinander durch Folien verklebten Scheiben. Verbund-Sicherheitsglas wird sowohl aus nicht vorgespannten Scheiben als auch kombiniert aus (teil-)vorgespannten Scheiben gefertigt. Bei mechanischer Beanspruchung bleibt durch die Klebefolie trotz Glassprung die Struktur eine Zeit lang erhalten.

Im englischen Sprachraum wird Sicherheitsglas mit Handelsbezeichnungen wie safety glass, security glass, toughened glass oder shatterproof glass bezeichnet.